# Sport Lisboa e Benfica 2010-2011
Questa voce raccoglie le informazioni riguardanti lo Sport Lisboa e Benfica nelle competizioni ufficiali della stagione 2010-2011.

## Stagione

### Campionato
Il campionato 2010-2011 del Benfica non parte bene: la squadra perde tre delle prime quattro partite contro Académica, Nacional e Vitória de Guimarães. Dalla quinta giornata alla ventunesima, tuttavia, le vince tutte eccetto una (alla decima giornata soccombe 5-0 in casa del Porto). 
Alla ventiduesima giornata il Benfica conosce la quarta sconfitta in campionato contro il Braga. Seguono un pareggio contro il Portimonense, una vittoria contro il Paços de Ferreira e altre due sconfitte, contro Porto e Naval. Tuttavia la squadra mantiene il secondo posto, al quale si è stabilizzata fin dall'undicesima giornata. Gli ultimi risultati positivi (due pareggi e due vittorie nelle ultime quattro partite) non alterano gli equilibri di classifica. 
Il Benfica chiude secondo con 63 punti, alle spalle del Porto (campione con 20 punti di vantaggio) e davanti allo Sporting CP, che è terzo con 20 punti in meno rispetto al Benfica. I gol fatti dal Benfica in campionato sono 61, quelli subiti 31; 20 le vittorie, 3 i pareggi e 7 le sconfitte. 
Il Benfica inoltre si qualifica, in base a questo risultato, al terzo turno dei play-off della Champions League 2011-2012.

### Champions League
Il Benfica viene inserito nel gruppo B della Champions League 2010-2011 insieme ai tedeschi dello Schalke 04, ai francesi dell'Olympique Lione e agli israeliani dell'Hapoel Tel Aviv. Nella prima partita della competizione il Benfica batte 2-0 gli israeliani in casa. Negli scontri con i tedeschi e i francesi in trasferta, nelle due successive giornate, perde entrambi i match per 2-0, vedendo compromesso la qualificazione agli ottavi. Dopo aver battuto per 4-3 il Lione in casa, perde anche le ultime due gare contro l'Hapoel (3-0 a Tel Aviv) e contro lo Schalke 04 (1-2 a Lisbona). 
La squadra viene così eliminata dalla competizione: giunge terza nel girone guadagnando tuttavia l'accesso alle fasi a eliminazione diretta dell'Europa League 2010-2011.

### Europa League
In Europa League la squadra parte dai sedicesimi di finale in virtù della sua "discesa" dalla Champions. Nei sedicesimi affronta lo Stoccarda, che viene battuto sia all'andata (2-1) che al ritorno (0-2 in Germania). Negli ottavi di finale il Benfica se la vede con i francesi del Paris Saint-Germain: i portoghesi vincono la partita di andata (2-1) e pareggiano il ritorno a Parigi (1-1), accedendo ai quarti di finale. 
Nei quarti il Benfica vince l'andata contro il PSV (4-1) e pareggia il ritorno nei Paesi Bassi. Il Benfica si qualifica così per le semifinali, dove affronta in un derby portoghese il Braga. Il Benfica vince per 2-1 la gara di Lisbona, ma a Braga il club di casa vince 1-0 accedendo alla finale, dove tra l'altro affronta un'altra squadra portoghese, il Porto, che vincerà la coppa nella finale di Dublino.

### Taça de Portugal
Nella Taça de Portugal il Benfica supera agilmente ogni avversario dal terzo turno ai quarti di finale: elimina l'Arouca (5-1), il Braga (2-0), l'Olhanense (5-0) e il Rio Ave (0-2 in trasferta). 
Nelle semifinali, in gare di andata e ritorno, se la vede col Porto. Il Benfica vince 0-2 la gara di andata a Porto, ma perde in casa 1-3 il ritorno e viene eliminato per la regola dei gol in trasferta.

### Taça da Liga
Il Benfica guadagna l'accesso alle fasi a eliminazione diretta eliminando Marítimo, Olhanense e Aves. 
Nella semifinale batte 2-1 lo Sporting, conquistando l'accesso alla finale. 
Nella finale giocata a Coimbra il 23 aprile 2011 batte 1-2 il Paços de Ferreira, vincendo il trofeo.

## Rosa
| N. |                       | Ruolo | Calciatore       |
| -- | --------------------- | ----- | ---------------- |
| 1  | Portogallo (bandiera) | P     | José Moreira     |
| 2  | Brasile (bandiera)    | C     | Airton           |
| 3  | Portogallo (bandiera) | D     | Fábio Faria      |
| 4  | Brasile (bandiera)    | D     | Luisão           |
| 5  | Portogallo (bandiera) | C     | Rúben Amorim     |
| 6  | Spagna (bandiera)     | C     | Javi García      |
| 7  | Paraguay (bandiera)   | A     | Óscar Cardozo    |
| 8  | Argentina (bandiera)  | C     | Eduardo Salvio   |
| 10 | Argentina (bandiera)  | C     | Pablo Aimar      |
| 11 | Argentina (bandiera)  | A     | Franco Jara      |
| 12 | Spagna (bandiera)     | P     | Roberto          |
| 13 | Brasile (bandiera)    | P     | Júlio César      |
| 14 | Uruguay (bandiera)    | D     | Maxi Pereira     |
| 15 | Portogallo (bandiera) | D     | Roderick Miranda |
| 16 | Brasile (bandiera)    | C     | Felipe Menezes   |

| N. |                       | Ruolo | Calciatore          |
| -- | --------------------- | ----- | ------------------- |
| 17 | Portogallo (bandiera) | C     | Carlos Martins      |
| 18 | Portogallo (bandiera) | D     | Fábio Coentrão      |
| 19 | Brasile (bandiera)    | A     | Weldon              |
| 20 | Argentina (bandiera)  | C     | Nicolás Gaitán      |
| 21 | Portogallo (bandiera) | A     | Nuno Gomes          |
| 22 | Portogallo (bandiera) | D     | Luís Filipe         |
| 23 | Brasile (bandiera)    | D     | David Luiz          |
| 24 | Francia (bandiera)    | D     | Lionel Carole       |
| 25 | Portogallo (bandiera) | D     | César Peixoto       |
| 27 | Brasile (bandiera)    | D     | Sidnei              |
| 28 | Argentina (bandiera)  | C     | José Luis Fernández |
| 30 | Argentina (bandiera)  | A     | Javier Saviola      |
| 31 | Brasile (bandiera)    | A     | Alan Kardec         |
| 33 | Portogallo (bandiera) | D     | Jardel              |

## Calciomercato

### Sessione invernale
| Acquisti | Acquisti            | Acquisti    | Acquisti   |
| R.       | Nome                | da          | Modalità   |
| -------- | ------------------- | ----------- | ---------- |
| D        | Lionel Carole       | Nantes      | definitivo |
| D        | Jardel              | Olhanense   | definitivo |
| C        | José Luis Fernández | Racing Club | definitivo |

| Cessioni | Cessioni     | Cessioni         | Cessioni   |
| R.       | Nome         | a                | Modalità   |
| -------- | ------------ | ---------------- | ---------- |
| D        | David Luiz   | Chelsea          | definitivo |
| D        | Patric       | Atlético Mineiro | definitivo |
| D        | José Shaffer | Banfield         | prestito   |
| D        | Fábio Faria  | Real Valladolid  | prestito   |

## Risultati

### UEFA Champions League

#### Fase a gironi
| Arbitro: | Aleksei Nikolaev |

|                        |           |  |
| Luisão 21’ Cardozo 68’ | Marcatori |  |

| Arbitro: | Gianluca Rocchi |

|                          |           |  |
| Farfán 73’ Huntelaar 85’ | Marcatori |  |

| Arbitro: | Alberto Undiano Mallenco |

|                      |           |  |
| Briand 21’ López 51’ | Marcatori |  |

| Arbitro: | Craig Thomson |

|                                              |           |                                     |
| Kardec 20’ Coentrão 32’, 67’ Javi García 42’ | Marcatori | 74’ Gourcuff 85’ Gomis 90+5’ Lovren |

| Arbitro: | Alain Hamer |

|                                |           |  |
| Zahavi 24’, 90+2’ da Silva 74’ | Marcatori |  |

| Arbitro: | Howard Webb |

|            |           |                        |
| Luisão 87’ | Marcatori | 19’ Jurado 81’ Höwedes |

### Europa League

#### Fase ad eliminazione diretta
| Arbitro: | Eric Braamhaar |

|                      |           |            |
| Cardozo 70’ Jara 81’ | Marcatori | 21’ Harnik |

| Arbitro: | Mike Dean |

|  |           |                        |
|  | Marcatori | 31’ Salvio 78’ Cardozo |

| Arbitro: | Pavel Královec |

|                      |           |               |
| Pereira 42’ Jara 81’ | Marcatori | 14’ Luyindula |

| Arbitro: | William Collum |

|            |           |            |
| Bodmer 35’ | Marcatori | 27’ Gaitán |

| Arbitro: | Paolo Tagliavento |

|                                        |           |            |
| Aimar 37’ Salvio 45’ 52’ Saviola 90+4’ | Marcatori | 80’ Ladyad |

| Arbitro: | Wolfgang Stark |

|                        |           |                                       |
| Dzsudzsák 17’ Lens 25’ | Marcatori | 45+3’ Luisão 63’ (rig.) Óscar Cardozo |

| Arbitro: | Craig Thomson |

|                              |           |              |
| Jardel 50’ Óscar Cardozo 59’ | Marcatori | 53’ Vandinho |

| Arbitro: | Martin Atkinson |

|              |           |  |
| Custódio 19’ | Marcatori |  |

### Supertaça Cândido de Oliveira
| Arbitro: | João Ferreira (Setúbal) |

|                       |           |  |
| Rolando 3’ Falcao 67’ | Marcatori |  |